# Paul Hague
Paul Hague (sinh ngày 16 tháng 9 năm 1972) là một cầu thủ bóng đá người Anh thi đấu ở Football League, ở vị trí trung vệ.